# Tipula (Lunatipula) peliostigma burdurafyonensis
Tipula (Lunatipula) peliostigma burdurafyonensis is een ondersoort van de tweevleugelige Tipula (Lunatipula) peliostigma uit de familie langpootmuggen (Tipulidae). De ondersoort komt voor in het Palearctisch gebied.